# 基蒂利皮
26°52′S 60°13′W / 26.867°S 60.217°W

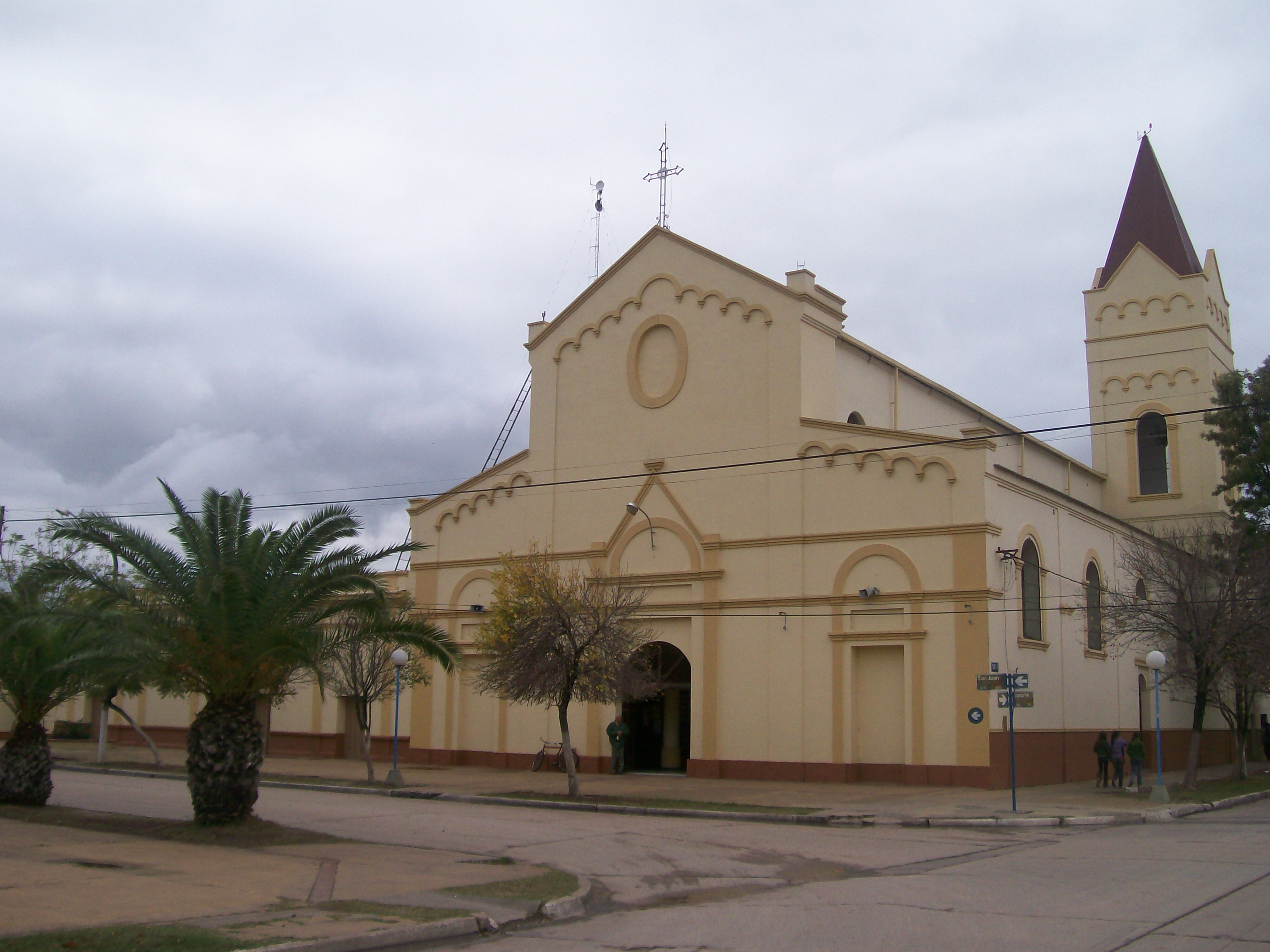
基蒂利皮

基蒂利皮（西班牙語：Quitilipi），是阿根廷的城鎮，位於該國北部查科省，是基蒂利皮縣的首府，處於雷西斯滕西亞西北面138公里，始建於1912年11月30日，海拔高度81米，2001年人口32,083。